# Imitatio dei
Imitatio dei (latin, imitere gud) er et religiøst koncept, hvor det er et udtryk for stærk tro hvis et menneskes gerninger eller levned minder om gudens. Dette fænomen findes hos flere religioner.

## Imitatio dei i jødedommen
I jødedommen regnes imitatio dei normalt som et mitzvah (guddommeligt påbud) og er relateret til konceptet Imago Dei – at være skabt i Guds billede. Denne antropomorfisme tolkes ofte på denne måde: At Gud er som et menneske, betyder, at mennesker bør stræbe efter at ligne Gud.[kilde mangler] I 3. Mosebog beskrives idealet på følgende vis:
| " Tal til hele israelitternes menighed og sig til dem: I skal være hellige, for jeg, Herren jeres Gud, er hellig '"(Tredje Mosebog 19:2): |
| "ויקרא י"ט, 2: "דבר אל כל עדת בני-ישראל ואמרת אלהם קדשים תהיו כי קדוש אני ה' אלהיכם."                                                     |

Senere udviklede påbuddet sig til at blive en basal del af den rabbinske jødedom, og det blev nu forventet, at jøder gjorde gode gerninger i lighed med dem, der blev tillagt Gud; det kunne fx dreje sig om at begrave de døde, som Gud begravede Moses, eller tage på sygebesøg, ligesom Gud besøgte Abraham. 

## Imitatio dei i kristendommen
Inden for de kristne traditioner kendes fænomenet som imitatio Christi. I evangelierne i Nye testamente opfordrer Jesus i flere tilfælde disciplene til at efterligne gud, fx i Mattæus 5,48: "Så vær da fuldkomne, som jeres himmelske fader er fuldkommen!" Og Lukas 6,36: "Vær barmhjertige, som jeres fader er barmhjertig". Denne opfordring bliver senere gentaget af Paulus, denne gang som en formaning til medlemmerne af en tidlig kristen menighed; Efeserbrevet 5,1: "I skal ligne Gud som hans kære børn." I et andet brev giver han også de kristne besked på at følge Jesu eksempel: 1. Korintherbrev 11,1: "Efterlign mig, ligesom jeg efterligner Kristus!" Denne tidlige kristne tradition afspejler med stor sandsynlighed den udvikling der fandt sted i den samtidige jødedom.[kilde mangler]
I moderne tid er imitatio dei/Christi et fuldt integreret element i gudsdyrkelsen inden for katolicismen, mens konceptet er langt mindre udbredt inden for de protestantiske kirker. Imitatio Christi er stadig udbredt i den anglikanske tradition, mens den ikke har høj status i den lutheranske, her er idealet åndelig conformitas (efterfølgelse) frem for ren imitation. Argumentet for dette standpunkt er at Jesus var enestående og derfor ikke kan efterlignes og heller ikke behøver at blive det.